# Diasia (genre)
Pour les fêtes athéniennes, voir Diasia.
Genre
Diasia est un genre d'opilions laniatores de la famille des Triaenonychidae.

## Distribution
Les espèces de ce genre se rencontrent au Chili et en Argentine.

## Liste des espèces
Selon World Catalogue of Opiliones (26 mai 2021) :
- Diasia araucana Maury, 1987
- Diasia michaelsenii Sørensen, 1902
- Diasia platnicki Maury, 1987

## Publication originale
- Sørensen, 1902 : « Gonyleptiden (Opiliones, Laniatores). » Ergebnisse der Hamburger Magalhaensischen Sammelreise, vol. 6, no 5, p. 1–36 (texte intégral).